# Persone di nome Giacomo/Calciatori
| Questa pagina contiene informazioni ricavate automaticamente dalle voci biografiche con l'ausilio del template Bio e di un bot. L'aggiornamento è periodico e automatico e ricostruisce completamente la pagina. Se manca una persona in questa lista, sei pregato di non aggiungerla, ma accertati piuttosto che la sua voce biografica contenga il template Bio e che i dati anagrafici siano correttamente compilati. Se il template Bio manca, inseriscilo tu stesso o, in alternativa, metti l'avviso {{tmp\|Bio}} che ne segnala la mancanza. Se i dati riportati sono sbagliati, correggi direttamente la voce biografica; le modifiche saranno visibili in questa lista entro pochi giorni. Per chiarimenti vedi il progetto antroponimi. La lista contiene solo le 54 persone che sono citate nell'enciclopedia e per le quali è stato implementato correttamente il template Bio. Pagina aggiornata al 22 lug 2025. |

Questa è una lista di persone presenti nell'enciclopedia che hanno il nome Giacomo e sono calciatori.

## B(7)
- Giacomo Benedettini, ex calciatore sammarinese (Borgo Maggiore, n. 1982)
- Giacomo Benvenuti, calciatore sammarinese (n. 2006)
- Giacomo Beretta, calciatore italiano (Varese, n. 1992)
- Giacomo Bergamino, calciatore italiano (Genova, n. 1901 - Genova, † 1960)
- Giacomo Bonaventura, calciatore italiano (San Severino Marche, n. 1989)
- Giacomo Bulgarelli, calciatore italiano (Portonovo di Medicina, n. 1940 - Bologna, † 2009)
- Giacomo Busiello, calciatore e allenatore di calcio italiano (Napoli, n. 1914)

## C(8)
- Giacomo Callegari, ex calciatore italiano (Cascina, n. 1971)
- Giacomo Calò, calciatore italiano (Trieste, n. 1997)
- Giacomo Cipriani, ex calciatore italiano (Bologna, n. 1980)
- Giacomo Conti, calciatore italiano (Verona, n. 1920)
- Giacomo Conti, calciatore sammarinese (n. 1999)
- Giacomo Cornolti, calciatore e organaro italiano (Bergamo, n. 1900 - Bergamo, † 1989)
- Giacomo Cosmano, calciatore italiano (Bari, n. 1929 - Foggia, † 2004)
- Giacomo Crismani, calciatore italiano (Pola, n. 1908 - † 1984)

## D(3)
- Giacomo De Poli, ex calciatore italiano (Romanengo, n. 1927)
- Giacomo Del Gratta, calciatore italiano (Navacchio, n. 1935 - Casciavola, † 2018)
- Giacomo Delaude, calciatore italiano (Milano, n. 1923)

## F(1)
- Giacomo Foresti, calciatore italiano (Solto Collina, n. 1918)

## G(2)
- Giacomo Gianora, calciatore italiano (Brescia, n. 1905 - Brescia, † 1969)
- Giacomo Grisa, calciatore e allenatore di calcio italiano (Caravaggio, n. 1929)

## L(3)
- Giacomo La Rosa, ex calciatore italiano (Messina, n. 1946)
- Giacomo Libera, ex calciatore italiano (Varese, n. 1951)
- Giacomo Losi, calciatore e allenatore di calcio italiano (Soncino, n. 1935 - Roma, † 2024)

## M(8)
- Giacomo Magioncalda, calciatore italiano (Genova, n. 1899)
- Giacomo Maiani, ex calciatore sammarinese (n. 1982)
- Giacomo Manzari, calciatore italiano (Bari, n. 2000)
- Giacomo Marassi, calciatore italiano (Reggio nell'Emilia, n. 1886 - Genova, † 1969)
- Giacomo Mari, calciatore italiano (Vescovato, n. 1924 - Cremona, † 1991)
- Giacomo Mazzi, ex calciatore italiano (Grosseto, n. 1979)
- Giacomo Mele, ex calciatore italiano (Bari, n. 1928)
- Giacomo Mura, calciatore italiano (Sampierdarena, n. 1898 - Genova, † 1956)

## N(2)
- Giacomo Narizzano, calciatore italiano (Genova, n. 1907 - Genova, † 1976)
- Giacomo Neri, calciatore e allenatore di calcio italiano (Faenza, n. 1916 - Faenza, † 2010)

## O(2)
- Giacomo Olivieri, calciatore italiano (n. 1899)
- Giacomo Olzer, calciatore italiano (Rovereto, n. 2001)

## P(5)
- Giacomo Paniccia, ex calciatore italiano (Latina, n. 1977)
- Giacomo Perego, ex calciatore italiano (Sartirana, n. 1951)
- Giacomo Piangerelli, ex calciatore italiano (Porto Recanati, n. 1957)
- Giacomo Pinasco, calciatore e arbitro di calcio italiano (Genova, n. 1891 - Genova, † 1962)
- Giacomo Poluzzi, calciatore italiano (Bologna, n. 1988)

## Q(1)
- Giacomo Quagliata, calciatore italiano (Palermo, n. 2000)

## R(4)
- Giacomo Raspadori, calciatore italiano (Bentivoglio, n. 2000)
- Giacomo Repetto, calciatore italiano
- Giacomo Ricci, calciatore italiano (Livorno, n. 1996)
- Giacomo Rolla, calciatore italiano (Genova, n. 1888 - Genova, † 1934)

## T(2)
- Giacomo Tomasini, calciatore italiano (Brescia, n. 1906 - Brescia, † 1980)
- Giacomo Ciro Turra, calciatore e arbitro di calcio italiano (Padova, n. 1894 - Padova, † 1928)

## V(5)
- Giacomo Valentini, calciatore italiano (Roma, n. 1915 - Roma, † 1982)
- Giacomo Valentini, calciatore sammarinese (San Marino, n. 2001)
- Giacomo Varalda, calciatore italiano
- Giacomo Vianello, calciatore italiano (Treporti, n. 1947 - Treporti, † 2022)
- Giacomo Vrioni, calciatore albanese (San Severino Marche, n. 1998)

## Z(1)
- Giacomo Zuffi, calciatore italiano (Torino, n. 1886 - † 1956)